# 比自岐村
比自岐村（ひじきむら）は三重県名賀郡にあった村。現在の伊賀市の中部、伊賀鉄道伊賀線・丸山駅の東方一帯にあたる。

## 地理
- 河川：滝川

## 歴史
- 1889年（明治22年）4月1日 - 町村制の施行により、比自岐村・岡波村・摺見村の区域をもって伊賀郡比自岐村が発足。
- 1896年（明治29年）4月1日 - 所属郡が名賀郡に変更。
- 1955年（昭和30年）1月1日 - 上野市に編入。同日比自岐村廃止。